# Grasland-Melomys
Grasland-Melomys (Melomys burtoni) ist eine in Australien und Neuguinea beheimatete Art aus der Familie der Langschwanzmäuse.
Der Artzusatz im wissenschaftlichen Namen ehrt den Tierpräparator Walter Burton, der 1886 an einer Expedition ins nordöstliche Australien teilnahm.

## Merkmale
Der bis zu 55 g schwere Grasland-Melomys hat eine Kopfrumpflänge von 90 bis 140 mm und eine Schwanzlänge von 100 bis 150 mm. Das Fell ist oberseitig khaki-, zimt- oder schlammfarben, unterseitig etwas heller. Im Halsbereich können helle Fleckmuster auftreten. 

## Vorkommen
Der Grasland-Melomys lebt in offenen Grassteppen, in Schilfbereichen oder auf Zuckerrohrplantagen bis 2000 m Höhe. Er meidet dichtere Vegetation.

## Nahrung
Das Nagetier ernährt sich von Gräsern und deren Samen, selten auch von Kerbtieren. Da das Tier gut klettern kann, ist es in der Lage Zuckerrohr von der Wurzel bis zur Spitze zu nutzen. Die angenagten Pflanzen sterben oft durch anschließenden Bakterienbefall. In Queensland geht der Schaden in die Millionen.

## Fortpflanzung
Der Grasland-Melomys baut ein kugelrundes Nest aus Gras, das in circa 1 m Höhe an zwei bis drei kräftigen Grashalmen befestigt wird. Das Weibchen bringt zwei bis drei Junge zur Welt, die nach sieben bis zehn Tagen die Augen öffnen und nach sechs Wochen entwöhnt werden. Bei Gefahr, zum Beispiel einem Buschfeuer, verbeißen sich die Jungen an den Zitzen des fliehenden Muttertieres und können so gerettet werden.